# Inkompatibles Element
Als inkompatibles Element oder inkompatibles Spurenelement werden in der Petrologie und Geochemie diejenigen chemischen Elemente bezeichnet, die aufgrund ihrer Ionenladung oder -radien nicht oder wenig in das Kristallgefüge normaler gesteinsbildender Minerale eingebaut werden, dafür aber leicht in der offenen, ungeordneten Struktur einer Schmelze angereichert werden, und so vor allem in Pegmatiten vorkommen.
In der Geologie wird mit normierten sogenannten Spiderdiagrammen gearbeitet, um beispielsweise Aufschluss über das Kristallisationsverhalten einer Magma geben zu können, dabei sind die Elemente links stets am inkompatibelsten.

## Definition
Im Zusammenhang mit der Definition des Verteilungskoeffizienten {\displaystyle D} können die Begriffe kompatibel und inkompatibel durch das Verhältnis der Konzentration des jeweiligen Spurenelementes im Kristall zur Konzentration des Spurenelementes in der korrespondierenden Schmelze beschrieben werden:
{\displaystyle D_{\text{Kristall/Schmelze}}={\frac {c_{\text{Kristall}}}{c_{\text{Schmelze}}}}={\begin{cases}>1&{\text{kompatibel}}\\<1&{\text{inkompatibel}}\end{cases}}}

## Klassifikation
Zwei Gruppen von inkompatiblen Elementen werden mit Akronymen bezeichnet, die aus dem Englischen stammen.

### LILE
Die erste Gruppe besitzt große Ionenradien, sie wird als LILE bezeichnet (large-ion lithophile elements). Dazu zählen:
- Kalium
- Rubidium
- Cäsium
- Strontium
- Barium

Diese Elemente gelten als relativ mobil und flüchtig.

### HFSE
Die zweite Gruppe beinhaltet Elemente mit hohen Ionenvalenzen, sie wird als HFSE bezeichnet (high field strength elements). Dazu zählen:
- Metalle der Seltenen Erden
- Thorium
- Uran
- Zirconium
- Hafnium
- Niob
- Tantal

Diese Elemente gelten als relativ immobil.